# الدين في ليبيريا

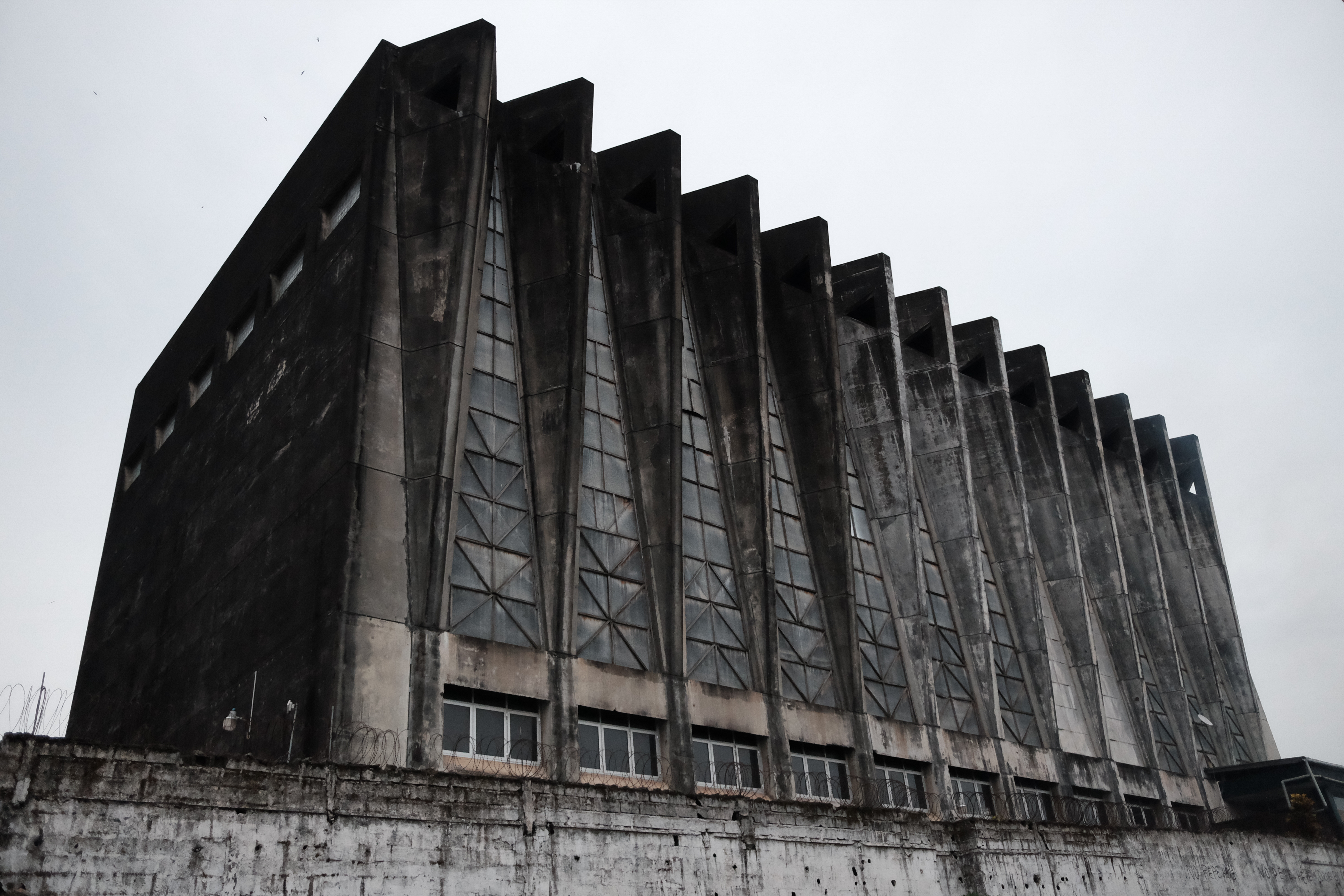
كاتدرائية في مونروفيا

الدين في ليبيريا، تعتبر المسيحية الديانة الأكثر شيوعاً في دولة ليبيريا غرب إفريقيا، والطائفة البروتستانتية هي أكبر طائفة فيها، وهي دولة علمانية، ينص الدستور في ليبيريا على حرية الأديان.

## المسيحية
تعد المسيحية الديانة الأكثر شيوعاً في ليبيريا، حيث أظهرت التقديرات الأخيرة وفقاً للتعداد السكاني عام 2008 أن المسيحيين يشكلون 85٪ من مجموع السكان.

## الإسلام

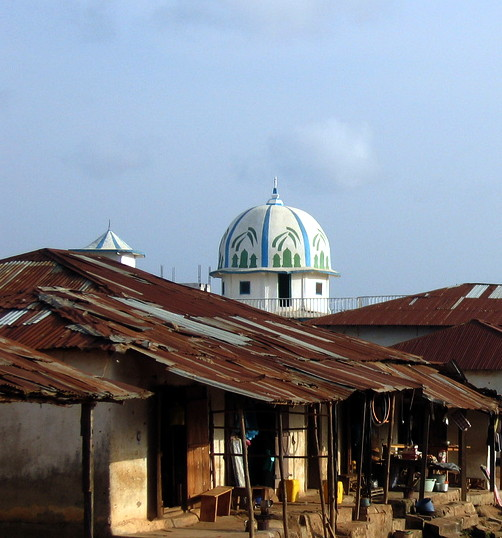
مسجد في فوانجاما

يشكل المسلمون في ليبيريا 13% من عدد السكان وإن الغالبية العظمى من المسلمين هم من أهل السنة والجماعة مع وجود عدد قليل من الشيعة.

## الديانات الإفريقية التقليدية
توجد أقلية تنتمي إلى الديانات الإفريقية التقليدية، ولا يعتنقون أي دين.

## البهائية
انتشرت البهائية في ليبيريا عام 1952وانتخب البهائيون الليبيريون أول جمعية لهم عام 1975.